# Nagasaki
Nagasaki (japansk: 長崎) er en japansk by beliggende på sydvestkysten af øen Kyushu. Den har 404.656(2021) indbyggere og er hovedby i præfekturet Nagasaki.
Nagasaki blev den 9. august 1945 angrebet af amerikanerne, som udløste den anden atombombe, efter Hiroshima var blevet ramt tre dage før. Cirka 75.000 af Nagasakis daværende 240.000 indbyggere blev dræbt øjeblikkeligt.